# Franse Gemeenschapsregering

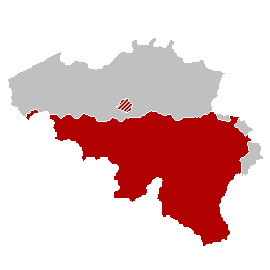
De Franse Gemeenschap.

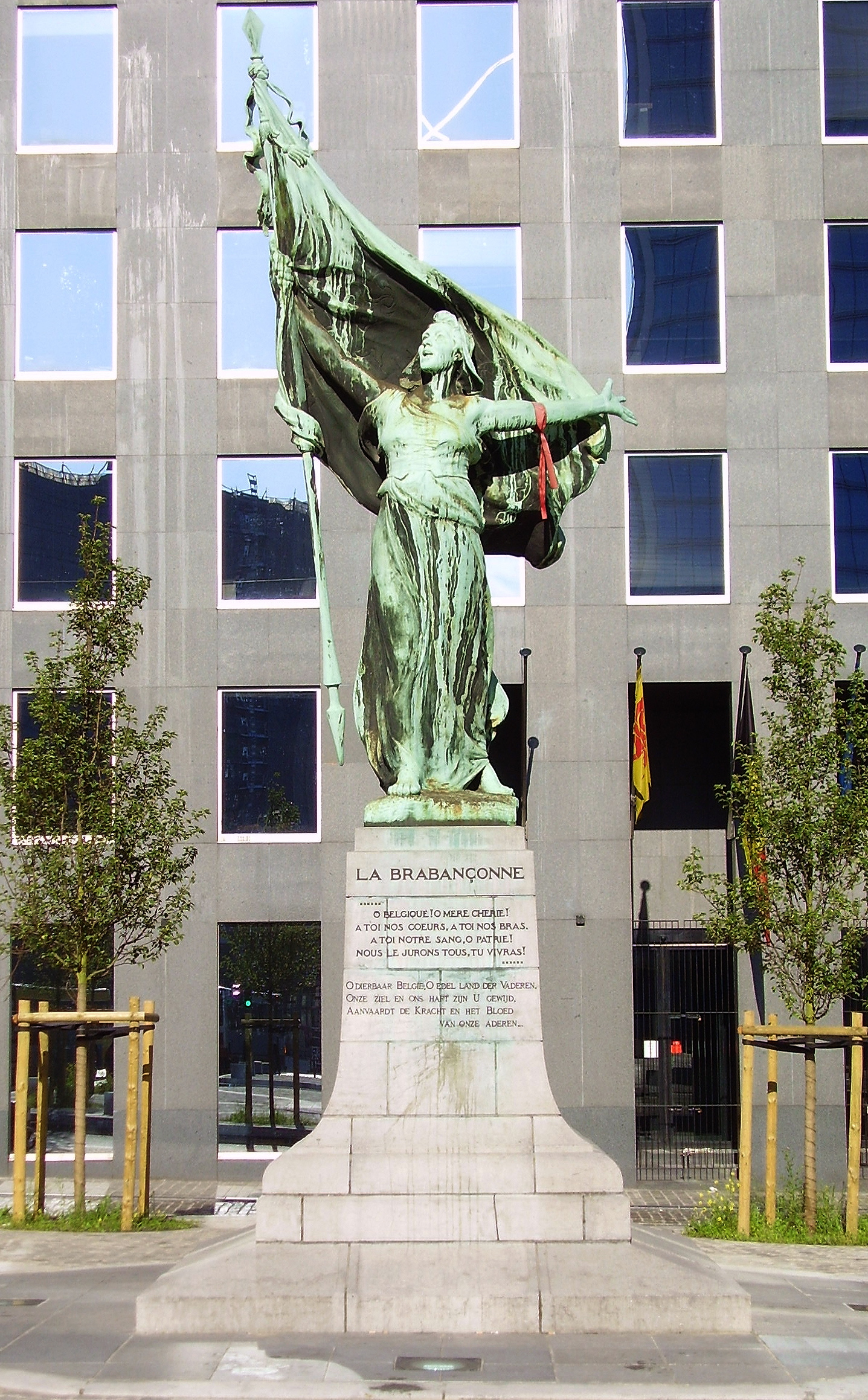
Het gebouw van de Franse Gemeenschapsregering op het Surlet de Chokierplein in Brussel.

De Franse Gemeenschapsregering, vroeger bekend als de Executieve van de Franse Gemeenschap, is de uitvoerende macht van de Franse Gemeenschap in België. De regering is samengesteld uit maximaal acht leden, de minister-voorzitter inbegrepen. Ten minste één minister heeft zijn woonplaats in het Brussels Hoofdstedelijk Gewest.
De Franse Gemeenschapsregering zetelt aan het Surlet de Chokierplein te Brussel.

## Samenstelling huidige Franse Gemeenschapsregering
Na de verkiezingen van 9 juni 2024 hebben  MR (31 zetels) en  Les Engagés (19 zetels) een coalitie gevormd. Op 11 juli 2024 werd het regeerakkoord voorgesteld en de regering-Degryse legde de eed af op 16 juli 2024. Een aantal regeringsleden zijn tegelijk minister in de Waalse Regering. 
| Naam                      | Partij | Partij      | Functie en bevoegdheden |
| ------------------------- | ------ | ----------- | --- |
| Elisabeth Degryse (1980)  |        | Les Engagés | Minister-president en Minister Begroting, Gezondheid, Hoger Onderwijs, Schoolgebouwen, Cultuur, Permanente Vorming, Internationale Betrekkingen en Francofonie. |
| Valérie Glatigny (1973)   |        | MR          | Viceminister-President en Minister Verplicht Onderwijs |
| Valérie Lescrenier (1979) |        | Les Engagés | Minister Kinderdagverblijf, Jeugd en Jeugdhulp |
| Jacqueline Galant (1974)  |        | MR          | Minister Sport, Media en Wallonie Bruxelles Enseignement |
| Yves Coppieters (1968)    |        | Les Engagés | Minister Volksgezondheid, Gelijke Kansen en Vrouwenrechten |
| Adrien Dolimont (1988)    |        | MR          | Minister Wetenschappelijk Onderzoek |

## Overzicht Franse Gemeenschapsregeringen (1981-heden)
| Nr. | Regering             | Minister-president              | Partijen        | Periode     | Dagen |
| --- | -------------------- | ------------------------------- | --------------- | ----------- | ----- |
| 1   | Regering-Moureaux I  | Philippe Moureaux (PS)          | PS, PRL         | 1981-1985   | 1442  |
| 2   | Regering-Monfils     | Philippe Monfils (PRL)          | PRL, PSC        | 1985-1988   | 791   |
| 3   | Regering-Moureaux II | Philippe Moureaux (PS)          | PS, PSC         | 1988        | 99    |
| 4   | Regering-Féaux       | Valmy Féaux (PS)                | PS, PSC         | 1988-1992   | 1336  |
| 5   | Regering-Anselme     | Bernard Anselme (PS)            | PS, PSC         | 1992-1993   | 485   |
| 6   | Regering-Onkelinx I  | Laurette Onkelinx (PS)          | PS, PSC         | 1993-1995   | 776   |
| 7   | Regering-Onkelinx II | Laurette Onkelinx (PS)          | PS, PSC         | 1995-1999   | 1483  |
| 8   | Regering-Hasquin     | Hervé Hasquin (PRL)             | PRL, PS, Ecolo  | 1999-2004   | 1833  |
| 9   | Regering-Arena       | Marie Arena (PS)                | PS, cdH         | 2004-2008   | 1340  |
| 10  | Regering-Demotte I   | Rudy Demotte (PS)               | PS, cdH         | 2008-2009   | 483   |
| 11  | Regering-Demotte II  | Rudy Demotte (PS)               | PS, Ecolo, cdH  | 2009-2014   | 1832  |
| 12  | Regering-Demotte III | Rudy Demotte (PS)               | PS, cdH         | 2014-2019   | 1879  |
| 13  | Regering-Jeholet     | Pierre-Yves Jeholet (MR)        | PS, MR, Ecolo   | 2019-2024   | 1764  |
| 14  | Regering-Degryse     | Elisabeth Degryse (Les Engagés) | MR, Les Engagés | 2024- heden | 231   |

### Historische lijsten van Franstalige portefeuilleministers
- Lijst van ministers van Ambtenarenzaken in de Franse Gemeenschap
- Lijst van ministers van Begroting en Financiën in de Franse Gemeenschap
- Lijst van ministers van Binnenlandse relaties in de Franse Gemeenschap
- Lijst van ministers van Brussel in de Franse Gemeenschap
- Lijst van ministers van Cultuur in de Franse Gemeenschap
- Lijst van ministers van Gelijke Kansen in de Franse Gemeenschap
- Lijst van ministers van Internationale Relaties in de Franse Gemeenschap
- Lijst van ministers van Justitie in de Franse Gemeenschap
- Lijst van ministers van Kinderen en Jeugd in de Franse Gemeenschap
- Lijst van ministers van Media in de Franse Gemeenschap
- Lijst van ministers van Sport in de Franse Gemeenschap
- Lijst van ministers van Onderwijs in de Franse Gemeenschap
- Lijst van ministers van Vorming in de Franse Gemeenschap
- Lijst van ministers van Sociale Aangelegenheden en Gezondheid in de Franse Gemeenschap
- Lijst van ministers van Toerisme in de Franse Gemeenschap
- Lijst van ministers van Wetenschappelijk Onderzoek in de Franse Gemeenschap